# 1990 SV15
1990 SV15 är en asteroid i huvudbältet som upptäcktes den 16 september 1990 av den amerikanske astronomen Henry E. Holt vid Palomarobservatoriet.
Asteroiden har en diameter på ungefär 8 kilometer.